# Hanliu (köpinghuvudort i Kina, Jiangsu Sheng, lat 32,76, long 119,67)
Hanliu (kinesiska: 汉留, 汉留镇) är en köpinghuvudort i Kina. Den ligger i provinsen Jiangsu, i den östra delen av landet, omkring 110 kilometer nordost om provinshuvudstaden Nanjing. Antalet invånare är 24 164. Befolkningen består av 12 832 kvinnor och 11 332 män. Barn under 15 år utgör 10,0 %, vuxna 15-64 år 72 %, och äldre över 65 år 17,0 %.
Runt Hanliu är det tätbefolkat, med 762 invånare per kvadratkilometer. Närmaste större samhälle är Xiaoji, 17,7 km sydost om Hanliu. Trakten runt Hanliu består till största delen av jordbruksmark.
Genomsnittlig årsnederbörd är 1 119 millimeter. Den regnigaste månaden är juli, med i genomsnitt 254 mm nederbörd, och den torraste är januari, med 28 mm nederbörd.